# Thomas Eisentraut
Thomas Eisentraut (* 1987 in Berlin) ist ein deutscher Historiker und ab Oktober 2024 neuer Museumsleiter im Deutschen Marinemuseum in Wilhelmshaven.

## Leben
Er studierte von 2006 bis 2013 Geschichte und Skandinavistik an den Universitäten in Greifswald und Kiel. Die Promotion (2014–2021) erfolgte am Historischen Seminar der Christian-Albrechts-Universität zu Kiel bei Gerhard Fouquet und Martin Krieger, Thema Das Tagebuch des norwegischen Matrosen Daniel Danielsen Trosner von 1710–1714: Aufzeichnungen aus der Zeit des Großen Nordischen Krieges.
Sein wissenschaftliches Museumsvolontariat erfolgte von 2013 bis 2015 im Archäologischen Landesmuseum in der Stiftung Schleswig-Holsteinische Landesmuseen Schloss Gottorf in Schleswig, wo er die Sonderausstellung „Von Degen, Segeln und Kanonen – der Untergang der Prinzessin Hedvig Sofia“ kuratierte. Von 2015 bis 2018 war er am Deutschen Historischen Museum in Berlin beschäftigt und Kurator der Sonderausstellung „Europa und das Meer“ sowie von 2018 bis 2021 am Deutschen Museum in München wissenschaftlicher Mitarbeiter für die Neukonzeption der Dauerausstellung „Schifffahrt und Meerestechnik“. Von 2021 bis 2024 war er Abteilungsleiter Sammlungen/Ausstellungen im Verkehrsmuseum Dresden und kuratierte verschiedene Sonderausstellungen, zuletzt „Piraten“ (2024).
Eisentraut ist Mitglied in der Deutschen Gesellschaft für Schifffahrt- und Marinegeschichte e. V.
Seine Forschungsschwerpunkte sind Geschichte Nordeuropas, die Schifffahrts- und Marinegeschichte, mit Schwerpunkt Frühe Neuzeit.

## Schriften (Auswahl)

### Monographien
- Das Tagebuch des norwegischen Matrosen Daniel Danielsen Trosner von 1710–1714: Aufzeichnungen aus der Zeit des Großen Nordischen Krieges, 2021, zugleich Dissertation  (Online)

### Herausgeberschaften
- mit Dorlis Blume, Christiana Brennecke, Ursula Breymayer (für das Deutsche Historische Museum): Europa und das Meer, Hirmer, München 2018. Ausstellungskatalog zur gleichnamigen Ausstellung
- mit Dorlis Blume, Christiana Brennecke, Ursula Breymayer (für das Deutsche Historische Museum): Europe and the Sea, Hirmer, München 2018. Ausstellungskatalog zur gleichnamigen Ausstellung